# Cruz de León XIII
La Cruz de León XIII (latino: Signum Sacri Itineris Hierosolymitani) es una condecoración otorgada en nombre del Papa como reconocimiento a peregrinos a la Tierra Santa.

## Historia
El Signum Sacri Itineris Hierosolymitani fue establecido por Papa León XIII el 2 de mayo de 1901 para honrar y aprobar el peregrinaje a los Sitios Santos del cristianismo en Palestina.

## Las insignias
La condecoración es una Cruz de Jerusalén en oro, plata o bronce. El centro del frente es una pequeña representación del Papa León XIII con la inscripción LEÓN XIII CREAVIT ANNO MCM (León XIII creó [esta medalla] en 1900). En los largueros hay cuatro escenas bíblicas mostrando los primeros años y el ministerio de Jesús con la inscripción CHRISTI AMOR CRUCIFIXI TRAXIT NOS (el amor de Cristo nos trajo):
- Anunciación
- Natividad de Jesús
- Bautismo de Jesús
- Eucaristía

En el centro del revés, hay la imagen del Cristo aumentado. El espectáculo de largueros cuatro escenas de la Pasión con el inscription SIGNUM SACRI ITINERIS HIEROSOL[YMITANI] (Señal del viaje santo de Jerusalén):
- Jesús que ruega en el jardín de Getsemaní
- Flagelación de Cristo
- Jesús que lleva la corona de espinas
- Crucifixión de Jesús

La cruz está suspendida de una cinta roja con cuatro rayas azules en el medio.